# Thuidium lepidoziaceum
Thuidium lepidoziaceum är en bladmossart som beskrevs av Kyuichi Sakurai 1947. Thuidium lepidoziaceum ingår i släktet tujamossor, och familjen Thuidiaceae. Inga underarter finns listade i Catalogue of Life.